# Mallenahalli, Alur
Mallenahalli là một làng thuộc tehsil Alur, huyện Hassan, bang Karnataka, Ấn Độ.